# محمد أبو عثمان الغيمراوي
محمد سليمانوف ويُلقب (محمد أبو عثمان الغيمراوي) (بالأوارية: МухІаммад Абу ГІусман аль-Гимравий)‏ - أمير وقاضي إمارة القوقاز الإسلامية.

## حياته

### ولادته
ولد في 29 فبراير عام 1976 في قرية غيمري في منطقة أونتسوكول بداغستان.

### تعليمه
في عام 1983 بدأ تعليمه بدخوله مدرسة غيمري المتوسطة، حيث تعلم مبادئ القراءة والكتابة ثم بدأ بعدها بأقل من سنة واحدة بقراءة القرآن على والده الشيخ علي سليمانوف. وبعد مرور أربع سنوات من دراسته في المدرسة الحكومية سافر من قريته إلى بلدة «أُوتْشْكِينْتْ» ليبدأ بطلب العلوم الشرعية على أحد أبرز مشايخ داغستان ذلك الوقت – الشيخ محمد الخُشْتَاديّ. درس عنده بعض الكتب الشهيرة بين أهالي داغستان والتي كانت تدرس آنذاك في جميع أرجاء البلاد.
بعد تفكك الإتحاد السوفياتي والسماح بالخروج من أكبر سجن في العالم، بدأت قوافل طلاب العلوم الشرعية بمغادرة أوطانهم متجهين إلى الشام ومصر والحجاز طالبين العلوم الشرعية والعربية. وقد غادر وطنه في عام 1992 ليستقر في سوريا.
فور وصوله إلى دمشق التحق بمعهد «الفتح الإسلامي» للعلوم الشرعية والعربية وأكمل الدراسة فيه في عام 1998. ورجع بعده إلى وطنه ليقوم هناك بواجب الدعوة إلى الدين الإسلامي. فجمع حوله عددا من الشباب وشكلوا جماعة غيمري بإمرته لنشر العلم ولمساندة الجهاد في الشيشان آنذاك حيث كان يرسل الشباب والدعم اللوجستي اللازم للمجاهدين في الشيشان، وأثناء دخول مجاهدي الشيشان لداغستان شارك في الهجمات على الأرتال الروسية في محور بُوطْلِيخْ. بعد ذلك جمع حوله عدداً من الشباب ورحل بهم إلى الشام مرة ثانية، والتحق بكلية التخصص في ذات معهد «الفتح» ليواصل دراسته الشرعية بعد انقطاع دام لثلاث سنوات.انتخب من قبل طلاب قريته (غيمري) مسؤولاً عليهم في الشام، وكان عددهم حينئذ 46 طالباً. فكان مهتماً بتربيتهم وإرشادهم وتوجيههم على النهج الجهادي. في عام 2005 رجع إلى داغستان وقام بإلقاء محاضرات دينية في الجامع المركزي في قرية مسقط رأسه.

## انخراطه في العمليات الحربية
كان أبرز أعماله عملية الهجوم على الجيش الروسي لفك حصار المقاتلين ضد الروس في نفق غيمري بتأريخ 11 أكتوبر 2005. وفي 2006 قام بتفعيل نشاط مجموعته، فأرسل عدداً من مقاتليه إلى الشيشان للتدريب على السلاح. وبعد رجوعهم بعد سنة واحدة بدؤوا بهجمات على عناصر قوات الأمن والشرطة، ليصبح بذلك مطلوباً لدى الحكومة على المستوى الفيدرالي.
وفي 2007 قاد عملية الهجوم على رئاسة حرس الحدود في بوطلخ على الحدود الشيشانية بالأسلحة الثقيلة والمتوسطة والخفيفة، مما أوقع خسائر كبيرة في صفوف الغزاة، وفي ذات السنة وقبل هذه العملية جاء وزير الداخلية الروسية في داغستان عادل غيري محمد طاهروف -الذي كان يوصف ب “الشجاع” بين الداغستانيين- إلى منزل أبو عثمان وطلب منه برجاء أن يضع السلاح إلا أن جوابه كان: “ما دام في أرضي قدم جندي روسي واحد لا أهنأ بالعيش ولن أترك السلاح”.[محل شك]
في 2006 انتخب قاضياً شرعياً للقاطع الجبلي من قبل مجاهدي داغستان. وفي 2007 عينه الأمير سيف الله الغوبديني – أمير داغستان الثامن، أميراً على القاطع الجبلي. وفي 2010 عينه الشيخ علي أبو محمد الداغستاني قاضياً شرعياً لولاية داغستان. بعد توليه مهام القضاء في ولاية داغستان بادر بتأسيس المحاكم الشرعية في القاطع الجبلي لداغستان، والتي أصبحت فيما بعد المحكمة شرعية الوحيدة في داغستان، وكان مقرها في غيمري.
قامت القوات المسلحة والاستخبارات والشرطة الروسية بالبحث عنه، وقد خصصت الحكومة الروسية مليون روبل روسي لمن يدل على مكان تواجده. وفي 11 أبريل 2013 شنت القوات الروسية هجوماً على قرية غيمري بغرض القضاء عليه، إلا أن العملية لم تنجح.
بعد مقتل أمير إمارة القوقاز الإسلامية علي أبو محمد الداغستاني في أبريل 2015، تم تعيينه أميراً للإمارة.

## منصبه
تم تعيين محمد أبو عثمان الغيمراوي أميراً لإمارة القوقاز الإسلامية في 21 يونيو 2015 ليصبح ثالث أمير لإمارة القوقاز الإسلامية بعد علي أبو محمد الداغستاني.

## وفاته
في صبيحة يوم الثلاثاء 11 أغسطس 2015، بعد اشتباكات غير متكافئة مع القوات الروسية في ضواحي قرية غيمري أدت إلى مقتله، ومقتل ذراعه الأيمن عبد الله الغيمراوي، وأمير ولاية داغستان سعيد أبو محمد الأركاني، وعمر أبو أحمد الغيمراوي.